# Grande Prêmio de Monza de 2007 (Superbike)

## Corrida 1 de Superbike
| Pos | Piloto            | Moto                | Tempo     | Voltas | Pontos |
| --- | ----------------- | ------------------- | --------- | ------ | ------ |
| 1   | Noriyuki Haga     | Yamaha YZF-R1       | 32'04.428 | 18     | 25     |
| 2   | Troy Bayliss      | Ducati 999 F07      | 32'12.831 | 18     | 20     |
| 3   | Max Biaggi        | Suzuki GSX-R1000 K7 | 32'14.131 | 18     | 16     |
| 4   | James Toseland    | Honda CBR1000RR     | 32'18.015 | 18     | 13     |
| 5   | Troy Corser       | Yamaha YZF-R1       | 32'19.326 | 18     | 11     |
| 6   | Yukio Kagayama    | Suzuki GSX-R1000 K7 | 32'19.382 | 18     | 10     |
| 7   | Lorenzo Lanzi     | Ducati 999 F07      | 32'23.945 | 18     | 9      |
| 8   | Michel Fabrizio   | Honda CBR1000RR     | 32'28.548 | 18     | 8      |
| 9   | Karl Muggeridge   | Honda CBR1000RR     | 32'29.110 | 18     | 7      |
| 10  | Max Neukirchner   | Suzuki GSX-R1000 K6 | 32'33.625 | 18     | 6      |
| 11  | Joshua Brookes    | Honda CBR1000RR     | 32'37.082 | 18     | 5      |
| 12  | Ruben Xaus        | Ducati 999 F06      | 32'38.482 | 18     | 4      |
| 13  | Marco Borciani    | Ducati 999 F06      | 32'41.814 | 18     | 3      |
| 14  | Alessandro Polita | Suzuki GSX-R1000 K6 | 32'42.132 | 18     | 2      |
| 15  | Jakub Smrž        | Ducati 999 F05      | 32'45.805 | 18     | 1      |
| 16  | Steve Martin      | Honda CBR1000RR     | 32'47.158 | 18     |        |
| 17  | Mauro Sanchini    | Kawasaki ZX-10R     | 33'03.524 | 18     |        |
| Ret | Roberto Rolfo     | Honda CBR1000RR     | 30'21.525 | 17     |        |
| Ret | Régis Laconi      | Kawasaki ZX-10R     | 27'06.036 | 15     |        |
| Ret | Luca Morelli      | Ducati 999RS        | 22'20.453 | 12     |        |
| Ret | Robertino Pietri  | Yamaha YZF-R1       | 22'44.019 | 12     |        |
| Ret | Marek Svoboda     | Yamaha YZF-R1       | 20'40.232 | 11     |        |
| Ret | Dean Ellison      | Ducati 999RS        | 15'36.218 | 8      |        |
| Ret | Fonsi Nieto       | Kawasaki ZX-10R     | 12'56.564 | 7      |        |

## Corrida 2 de Superbike
| Pos | Piloto            | Moto                | Tempo     | Voltas | Pontos |
| --- | ----------------- | ------------------- | --------- | ------ | ------ |
| 1   | Noriyuki Haga     | Yamaha YZF-R1       | 32'05.318 | 18     | 25     |
| 2   | James Toseland    | Honda CBR1000RR     | 32'08.009 | 18     | 20     |
| 3   | Troy Bayliss      | Ducati 999 F07      | 32'08.159 | 18     | 16     |
| 4   | Roberto Rolfo     | Honda CBR1000RR     | 32'08.506 | 18     | 13     |
| 5   | Max Biaggi        | Suzuki GSX-R1000 K7 | 32'08.869 | 18     | 11     |
| 6   | Troy Corser       | Yamaha YZF-R1       | 32'18.352 | 18     | 10     |
| 7   | Yukio Kagayama    | Suzuki GSX-R1000 K7 | 32'22.564 | 18     | 9      |
| 8   | Régis Laconi      | Kawasaki ZX-10R     | 32'23.728 | 18     | 8      |
| 9   | Karl Muggeridge   | Honda CBR1000RR     | 32'34.335 | 18     | 7      |
| 10  | Jakub Smrž        | Ducati 999 F05      | 32'35.004 | 18     | 6      |
| 11  | Michel Fabrizio   | Honda CBR1000RR     | 32'35.689 | 18     | 5      |
| 12  | Max Neukirchner   | Suzuki GSX-R1000 K6 | 32'37.300 | 18     | 4      |
| 13  | Ruben Xaus        | Ducati 999 F06      | 32'37.483 | 18     | 3      |
| 14  | Robertino Pietri  | Yamaha YZF-R1       | 33'37.610 | 18     | 2      |
| 15  | Dean Ellison      | Ducati 999 RS       | 33'47.158 | 18     | 1      |
| Ret | Marco Borciani    | Ducati 999 F06      | 27'40.436 | 15     |        |
| Ret | Steve Martin      | Honda CBR1000RR     | 20'06.447 | 11     |        |
| Ret | Joshua Brookes    | Honda CBR1000RR     | 16'54.474 | 9      |        |
| Ret | Mauro Sanchini    | Kawasaki ZX-10R     | 13'16.754 | 7      |        |
| Ret | Alessandro Polita | Suzuki GSX-R1000 K6 | 9'56.919  | 5      |        |
| Ret | Marek Svoboda     | Yamaha YZF-R1       | 2'01.249  | 1      |        |
| Ret | Fonsi Nieto       | Kawasaki ZX-10R     | 2'05.695  | 1      |        |
| Ret | Lorenzo Lanzi     | Ducati 999 F07      |           | 0      |        |